# العصب القذالي الأصغر
العصب القذالي الأصغر (أو العصب القذالي الصغير) (بالإنجليزية: Lesser occipital nerve)‏ هو عصب شوكي جلدي يقع في الضفيرة العنقية. وينشأ من العصب العنقي الثاني (الشوكي) (C2) (مع العصب القذالي الأكبر). ويعصب جلد الجزء الخلفي من الجزء العلوي من الرقبة وفروة الرأس خلف الأذن.

## البنية

### الأصل
ينشأ من (الفرع الجانبي للفرع البطني) من العصب الفقري العنقي C2؛ يتلقى (تختلف المصادر) أيضًا أليافًا من العصب العنقي C3. وينشأ بين الأطلس، والمحور.
العصب القذالي الصغير هو أحد الفروع الجلدية الأربعة للضفيرة العنقية.

### امتداده وتفرعاته
ينحني حول العصب الإضافي (CN XI) ليصل إلى مساره الأمامي. ثم ينحني ويصعد على طول الحدود الخلفية للعضلة القصية الترقوية الخشائية، وفي حالات نادرة قد يخترق العضلة. قرب الجمجمة، يثقب اللفافة العنقية العميقة. ويستمر صعودًا على طول فروة الرأس خلف الأذن. وينقسم إلى قطاعات وسطية وجانبية بين الخط الداخلي والخط بين الخشائي.

### الفروع
له فرع أذني، وفرع خشائي، وفرع قذالي.
يزود فرعه الأذني جلد الجزء العلوي والخلفي من الأذن، ويتواصل مع فرع الخشاء من الأذني الكبير. يُشتق هذا الفرع أحيانًا من العصب القذالي الأكبر.

### توزعه
يوفر العصب تعصيبًا حسيًا للجزء العلوي من الجزء الخلفي من الرقبة وفروة الرأس المجاورة خلف الأذن؛ وقد يساهم أيضًا في التعصيب الحسي للأذن نفسها.

### اتصالاته
يتصل مع العصب القذالي الأكبر، والعصب الأذني الكبير، والفرع الأذني من العصب الوجهي.

### الاختلافات
في حالات نادرة، قد يكون العصب القذالي الصغير مضاعفًا أو ثلاثيًا.

## الأهمية السريرية
تسبب مشاكل العصب القذالي الصغير الألم العصبي القذالي. إحصار العصب صعب بسبب الاختلاف في مسار العصب.